# Quartieri di Bologna

Quartieri del Comune di Bologna

I quartieri del comune di Bologna sono le circoscrizioni di decentramento in cui è suddivisa la città di Bologna, a cui lo statuto comunale attribuisce il nome di quartieri: Borgo Panigale-Reno, San Donato-San Vitale, Savena, Navile, Porto-Saragozza, Santo Stefano.

## Quartieri
| Quartiere             | Superficie (km²) | Abitanti al 31/12/2023 | Densità (ab/km²) | Quartieri 1985-2016   | Quartieri 1966-1985                    | Altre zone | Localizzazione |
| --------------------- | ---------------- | ---------------------- | ---------------- | --------------------- | -------------------------------------- | --- | -------------- |
| Borgo Panigale-Reno   | 31               | 61 042                 | 1 942            | Borgo Panigale Reno   | Borgo Panigale Barca Santa Viola       | Casteldebole La Birra Lavino di Mezzo Rigosa                                                                                  |                |
| San Donato-San Vitale | 26               | 67 069                 | 2 553            | San Donato San Vitale | San Donato San Vitale                  | San Donnino Pilastro San Nicolò di Villola San Sisto Quarto Superiore Calamosco Cirenaica Scandellara Croce del Biacco Roveri |                |
| Navile                | 25               | 69 642                 | 2 691            | Navile                | Lame Corticella Bolognina              | Oca Bertalia Beverara Pescarola Noce Dozza Arcoveggio Casaralta Croce Coperta                                                 |                |
| Porto-Saragozza       | 15               | 69 428                 | 4 404            | Saragozza Porto       | Costa-Saragozza Malpighi Marconi Saffi | Casaglia Pratello San Luca |                |
| Santo Stefano         | 30               | 64 619                 | 2 151            | Santo Stefano         | Galvani Irnerio Murri Colli            | Quadrilatero Ghetto ebraico San Mamolo Barbiano Roncrio Paderno Sabbiuno Chiesanuova                                          |                |
| Savena                | 11               | 59 593                 | 5 200            | Savena                | Mazzini San Ruffillo                   | Cavedone Fossolo Due Madonne Pontevecchio Foscherara Monte Donato                                                             |                |

### Presidenti di quartiere
| Quartieri             | 2016 Centro-sinistra (Merola) Centro-destra (Borgonzoni) | 2016 Centro-sinistra (Merola) Centro-destra (Borgonzoni) | 2021 Centro-sinistra (Lepore) Centro-destra (Battistini) | 2021 Centro-sinistra (Lepore) Centro-destra (Battistini) |
| --------------------- | -------------------------------------------------------- | -------------------------------------------------------- | -------------------------------------------------------- | -------------------------------------------------------- |
| Borgo Panigale-Reno   |                                                          | Vincenzo Naldi                                           |                                                          | Elena Gaggioli                                           |
| San Donato-San Vitale |                                                          | Simone Borsari                                           |                                                          | Adriana Locascio                                         |
| Navile                |                                                          | Daniele Ara                                              |                                                          | Federica Mazzoni                                         |
| Porto-Saragozza       |                                                          | Lorenzo Cipriani                                         | Lorenzo Cipriani                                         | Lorenzo Cipriani                                         |
| Santo Stefano         |                                                          | Rosa Amorevole                                           | Rosa Amorevole                                           | Rosa Amorevole                                           |
| Savena                |                                                          | Marzia Benassi                                           | Marzia Benassi                                           | Marzia Benassi                                           |

## Storia

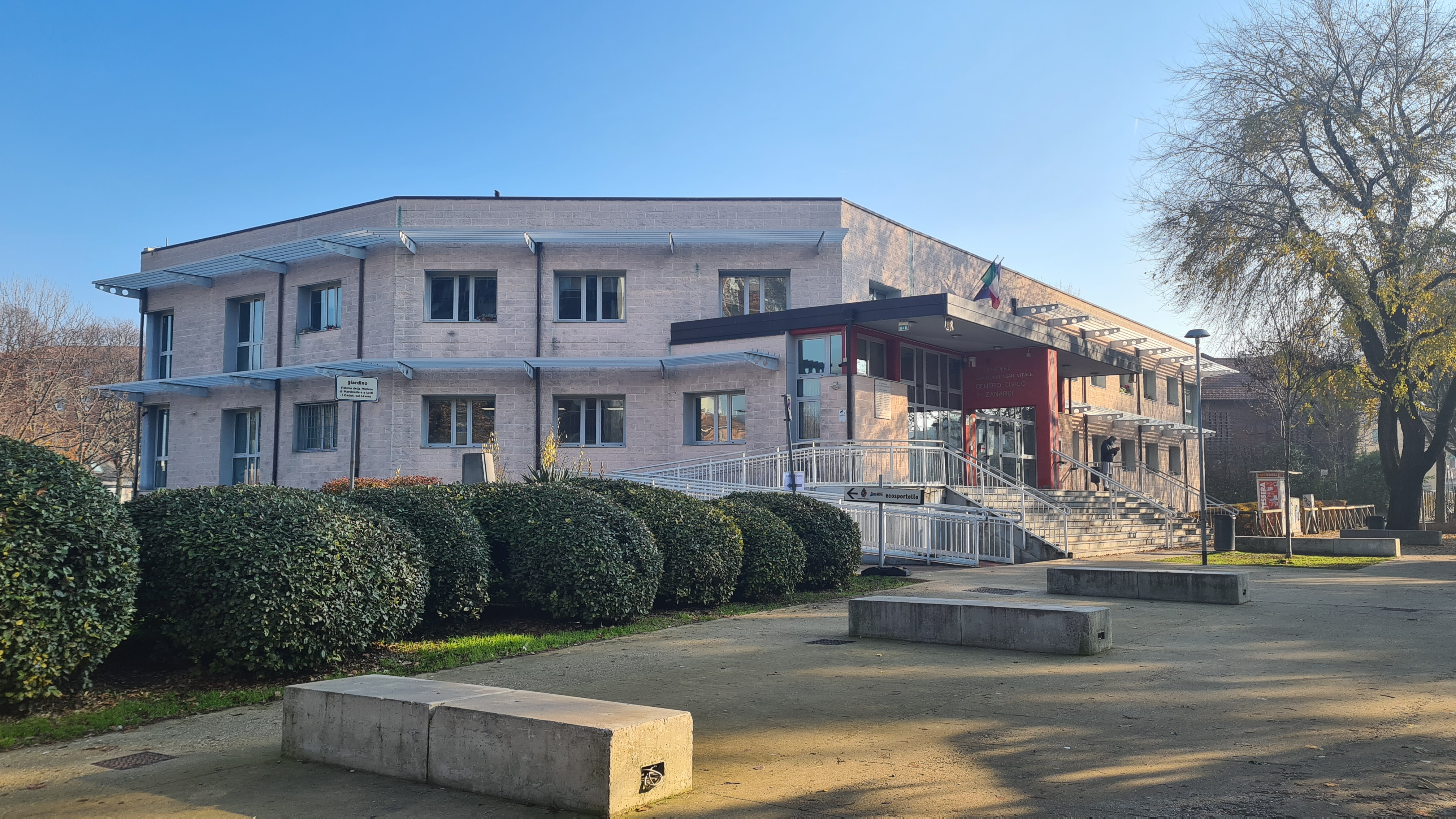
Centro Zanardi, sede del quartiere San Donato-San Vitale

### Suddivisioni primitive del territorio bolognese
All'indomani dell'unità d'Italia la superficie comunale di Bologna risultava nettamente divisa tra la città vera e propria, racchiusa ancora nelle mura medievali, e la fascia del suburbio rurale. Il territorio esterno alla città murata era suddiviso in sei frazioni foresi, sulle quali insistevano 26 parrocchie suburbane.
Queste frazioni, rimaste in vigore fino ai primi decenni del XX secolo, prendevano il nome dalle chiese principali del territorio. Esse erano: Sant'Egidio a nord-est; Alemanni ad est; San Ruffillo a sud-est; San Giuseppe a sud-ovest; Bertalia a nord-ovest; infine Arcoveggio a nord.
Con l'espansione urbana avvenuta nel secondo dopoguerra si affermò l'uso del termine quartiere per indicare certe determinate zone della nuova periferia, come la Barca, il Cavedone o il villaggio Due Madonne, caratterizzate da un progetto unitario o una matrice comune. Solo successivamente il termine passò ad indicare l'ambito territoriale in cui operavano gli organi decentrati del comune.

### Nascita e sviluppo dei quartieri

I quartieri dal 1962 al 1966

Sin nell'immediato secondo dopoguerra la giunta socialcomunista guidata da Giuseppe Dozza avviò le prime esperienze di decentramento democratico e partecipazione popolare. Nel 1947 vennero istituite le Consulte popolari, assemblee che dovevano garantire la partecipazione dei cittadini all'amministrazione urbana. Questi organi raccoglievano le proposte in "quaderni di rivendicazione", i quali venivano esaminati e nel caso approvati dal Consiglio comunale.
Sulla scia delle proposte da parte della cultura urbanistica italiana sui quartieri, a Bologna durante gli anni '50 prende piede un dibattito trasversale che vedrà il proprio apice nella campagna elettorale del 1956. Mentre Dozza e il PCI proponevano la loro visione dei quartieri della periferia con l'applicazione del PRG del 1955, La Democrazia Cristiana, guidata da Giuseppe Dossetti raccolse le proprie idee sul decentramento nel Libro bianco su Bologna. Questa pubblicazione esponeva proposte sociali all'avanguardia sui nuovi organi amministrativi di quartiere e sul futuro della città.

### Il "primo tempo" del decentramento

I quartieri dal 1966 al 1985

La prima suddivisione amministrativa del territorio di Bologna fu presentata dall'assessore Conato in una relazione del 21 settembre 1960 che presentava la divisione della città in 15 quartieri, ravvisando la necessità di un decentramento di servizi e uffici comunali, con particolare riguardo alle attività di carattere sociale e assistenziale. Inizialmente i quartieri stabiliti erano: Borgo Panigale, Santa Viola, Lame, Bolognina, Corticella, San Donato, San Vitale, Mazzini, Murri, San Ruffillo, Aldini, Colli, Andrea Costa, Barca, Centro.
Il 9 aprile 1962 il Consiglio comunale stabilì i confini e la denominazione di ciascun quartiere: Borgo Panigale, Santa Viola, Saffi, Lame, Bolognina, Corticella, San Donato, San Vitale, Mazzini, Murri, San Ruffillo, Colli, Andrea Costa-Saragozza, Barca, Centro.
Il 29 marzo del 1963 vennero costituiti gli organi di quartiere: l'Aggiunto del Sindaco, capo dell'amministrazione comunale all'interno del quartiere, coadiuvato dal Consiglio di Quartiere, indicati come "consulte per la partecipazione dei cittadini alla civica amministrazione". Essi si insediarono ufficialmente il 5 giugno del 1964.
Contestualmente si procedette all'istituzione dei "centri di vita civica", ovvero uffici di quartiere ospitanti servizi decentrati come anagrafe, sportello di assistenza sociale, ufficio informazioni, servizio di polizia urbana e la segreteria del consiglio di quartiere, ma visti inoltre come l'espressione "sociale e urbanistica" della vita culturale e democratica del quartiere. I centri civici dunque erano spazi pensati per favorire la partecipazione dei cittadini alla vita pubblica su scala territoriale, e nei fatti divennero la concretizzazione dei principî che guidarono questa fase del decentramento, assieme al progressivo trasferimento di compiti e deleghe ai quartieri.
Il 5 dicembre 1966 il Consiglio Comunale approvò all'unanimità la suddivisione del quartiere Centro in quattro distinti quartieri denominati Galvani, Irnerio, Malpighi e Marconi.

### Il "secondo tempo" del decentramento

I quartieri dal 1985 al 2016

Negli anni '80 l'allora assessore Walter Vitali promosse un nuovo regolamento sul decentramento volto a modificare radicalmente il volto dei quartieri: l'Aggiunto venne sostituito dal Presidente del Consiglio di Quartiere; venne istituita la Conferenza dei Quartieri, luogo di confronto tra i Presidenti; Ai quartieri vennero delegate ulteriori competenze, oltre ad essere investiti di maggior autonomia economica e politica.
Il 25 marzo del 1985 venne approvato il nuovo regolamento che ridusse i quartieri da 18 a 9. I quartieri Borgo Panigale e San Donato rimasero immutati, mentre i restanti vennero accorpati nel modo seguente:
- Quartiere Navile: ex quartieri Corticella, Lame e Bolognina;
- Quartiere Saragozza: ex quartieri Malpighi e Costa-Saragozza;
- Quartiere Reno: ex quartieri Barca e Santa Viola;
- Quartiere Porto: ex quartieri Marconi e Saffi;
- Quartiere Savena: ex quartieri San Ruffillo e Mazzini;
- Quartiere Santo Stefano: ex quartieri Galvani, Murri e Colli;
- Quartiere San Vitale: ex quartieri San Vitale e Irnerio.

La riforma dei quartieri, diventati a tutti gli effetti "circoscrizioni di decentramento istituzionale", era strettamente connessa alla redazione del nuovo Piano regolatore generale, adottato nel 1985 (ma approvato solamente nel 1989). Nonostante il calo demografico, al quale doveva legarsi - nelle previsioni del PRG - l'arresto della crescita urbana, continuava ad essere posto l'accento sulla partecipazione, sia pure in forme diverse dalla fase precedente.

### Sviluppi recenti

I quartieri dal 2016

All'inizio del XXI secolo dunque iniziarono ad essere sperimentate nuove modalità di partecipazione civica, contrassegnate dal lavoro dell'Urban Center Bologna (fondato nel 2003 come Esposizione Bologna). L'Urban Center, ridenominato nel 2018 "Fondazione Innovazione Urbana", è diventato così il soggetto istituzionale di riferimento per le politiche di coinvolgimento attivo della cittadinanza nei processi di trasformazione urbana del territorio, eseguito tramite percorsi di coinvolgimento e di progettazione partecipata.
In questo contesto maturò la decisione di accorpare nuovamente i quartieri portandoli da nove a sei, con l'obiettivo di ottimizzare l'erogazione dei servizi e al contempo portare avanti le politiche di partecipazione nei territori. Questi processi sono portati avanti tramite assemblee e incontri nei quartieri, oppure i "Laboratori di quartiere", il bilancio partecipativo e altri strumenti, sempre inseriti nel quadro di governance multi-livello coordinato dalla Fondazione Innovazione Urbana.
Dunque, l'ultima suddivisione è entrata in vigore il 7 giugno 2016 in seguito all'approvazione, nel luglio 2015, della revisione dello statuto e del regolamento sul decentramento. A livello geografico consiste in due accorpamenti (Borgo Panigale e Reno; Porto e Saragozza) e nello smembramento del quartiere San Vitale: la parte "fuori porta" è stata accorpata al quartiere San Donato (ora San Donato-San Vitale), mentre la parte del centro storico (Irnerio) è stata annessa al quartiere Santo Stefano.

## Ruolo giuridico e politico
Pur essendo strutture decentrate dell'amministrazione comunale, hanno un proprio Consiglio di quartiere e un Presidente di quartiere, direttamente eletti dai cittadini contestualmente all'elezione del Sindaco e del Consiglio comunale. Si è quindi verificato in passato che le amministrazioni dei quartieri fossero di colore politico diverso da quella comunale: per esempio, tra il 1999 ed il 2004, durante l'amministrazione Guazzaloca (di centro-destra), 6 quartieri su 9 erano invece amministrati dal centro-sinistra. Dopo le elezioni comunali del 2004, durante l'amministrazione Cofferati, tutti i quartieri furono governati dal centro-sinistra, come il Comune. Contestualmente all'elezione di Virginio Merola nel 2011, 8 quartieri su 9 sono governati dal centrosinistra. Alle elezioni del 2016, le prime coi nuovi sei quartieri, e poi del 2021 tutti i quartieri sono stati vinti dal centrosinistra.
Secondo lo statuto del Comune di Bologna (art. 37), ai Consigli di quartiere, in quanto organi di rappresentanza diretta dei cittadini, è garantito l'esercizio di un ruolo politico, propositivo e consultivo nella formazione degli indirizzi e delle scelte della Amministrazione comunale nel suo complesso; ad essi è attribuita autonomia decisionale per l'esercizio di attività e la gestione di servizi di base rivolti a soddisfare immediate esigenze della popolazione.
È istituita inoltre una Conferenza dei Presidenti dei Consigli di quartiere, atta a promuovere la reciproca informazione fra i Presidenti, a garantire l'omogeneità nell'azione amministrativa, a favorire il coordinamento delle iniziative riguardanti l'intero territorio comunale o quello di più quartieri.